# Terdegem
Terdegem (officieel: Terdeghem) is een gemeente in de Franse Westhoek, in het Franse Noorderdepartement. De gemeente ligt in Frans-Vlaanderen in de streek het Houtland. Terdegem grenst aan de gemeenten Steenvoorde, Eke, Sint-Silvesterkapel, Sint-Mariakappel en Kassel. Terdegem ligt aan de voet van de Wouwenberg, aan de Heidebeek. De gemeente heeft ongeveer 550 inwoners.

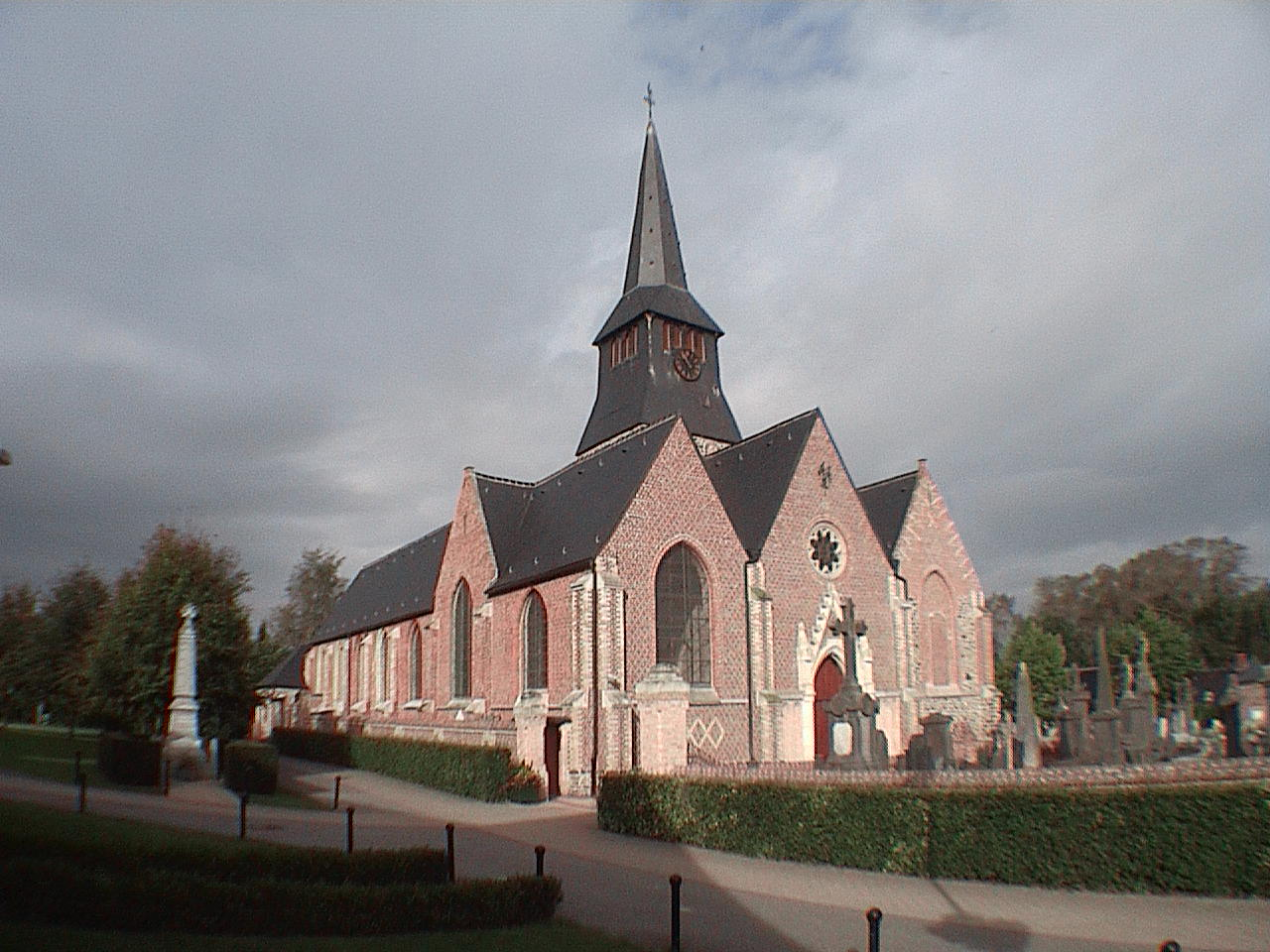
De Sint-Maartenskerk

## Naam
Het dorpje werd voor de eerste keer vermeld in 965, daarna zijn er nog verschillende versies van de naam  ervan geattesteerd:
- Terdengim in 1002
- Tertingehem in 1038
- Terdingehem in 1115
- Terdengem in 1167
- Terdighem in 1187
- Therdeghem vanaf 1793
- De huidige vorm Terdeghem vanaf 1801

## Geschiedenis
Het patronaatsrecht van de kerk zou in 1002 aan de Sint-Pietersabdij te Gent zijn verleend, maar in 1218 was er een twist tussen de Sint-Medardusabdij te Andres en de Abdij van Beaulieu in Hampshire (Engeland) omtrent het patronaatsrecht.
In 1895 werd een buurtspoorweg aangelegd die Rexpoëde via Terdegem met Hazebroek verbond.

## Bezienswaardigheden
- De Sint-Maartenskerk (Église Saint-Martin), met delen uit de twaalfde, zestiende en achttiende eeuw.
- Het Groot Kasteel uit de zestiende eeuw (1556), werd bewoond door de heren van de heerlijkheid Montigny. Dit kasteel werd in 2015 gesloopt.
- Het Klein Kasteel uit de zeventiende eeuw (1622, 1625) was de zetel van de heren van Terdegem, met name het geslacht Beauffort. Na de Franse Revolutie ging het over op het geslacht Massiet du Biest.
- De Steenmeulen, een beschermde windmolen.
- Het Kasteel Breda is 18e-eeuws.
- De duiventoren (pigeonnier).
- Terdegem is een schilderachtig dorp met merkwaardige vakwerkhuizen.
- Het Landbouwmuseum (Musée de la vie rurale et agricole) bij de Steenmeulen over het leven en het handwerk in Frans-Vlaanderen in de negentiende eeuw. Hierbij hoort ook het bezoek aan de molen en het molenaarshuis.
- De Moulin de la Roome, een in 2000 gebouwde molen die zijn naam kreeg doordat zij langs het vroegere tracé ligt van een Romeinse heirbaan.
- Op het Kerkhof van Terdegem liggen vijf Britse oorlogsgraven uit de Tweede Wereldoorlog.

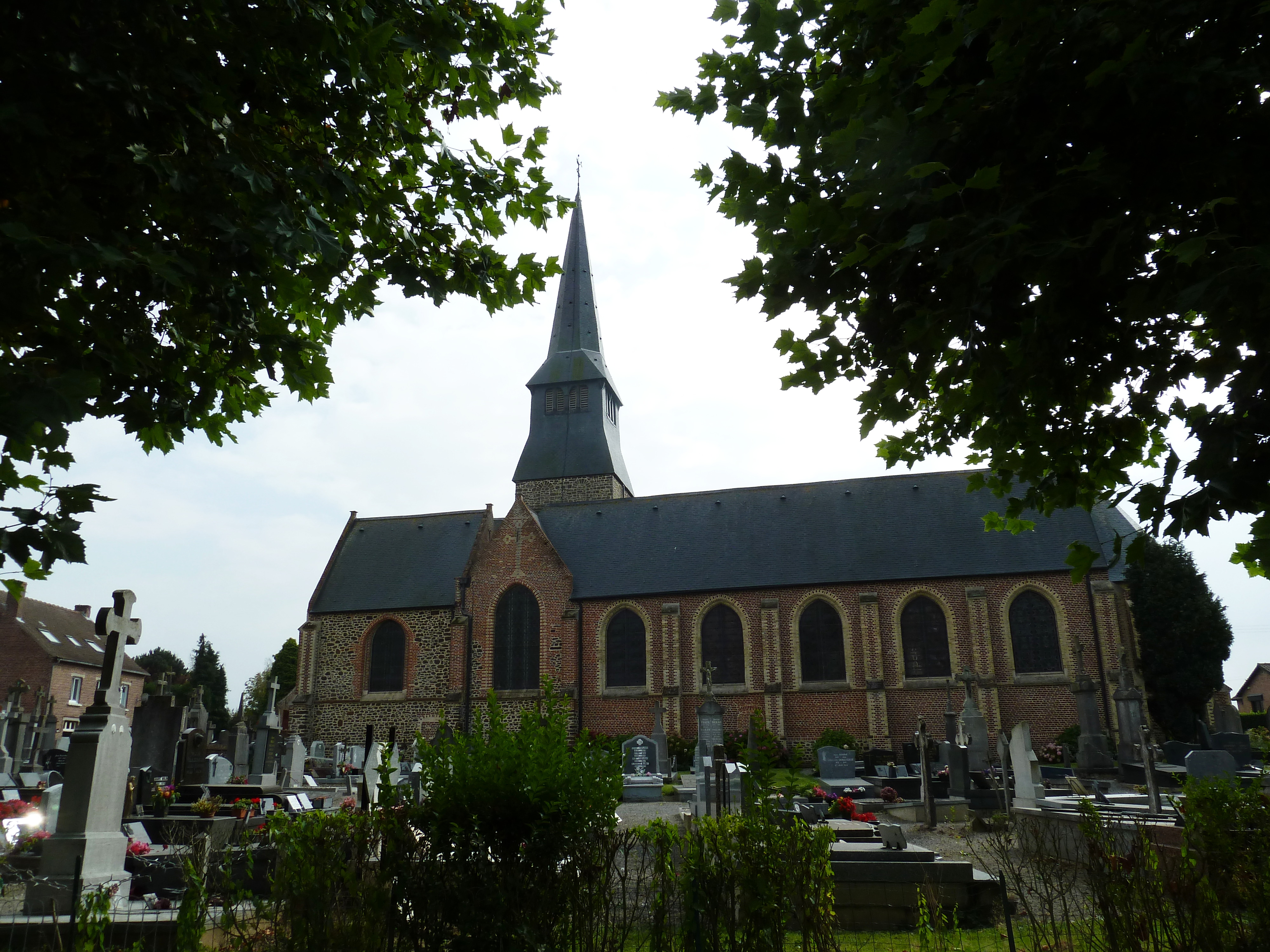
De Sint-Maartenskerk in Terdegem
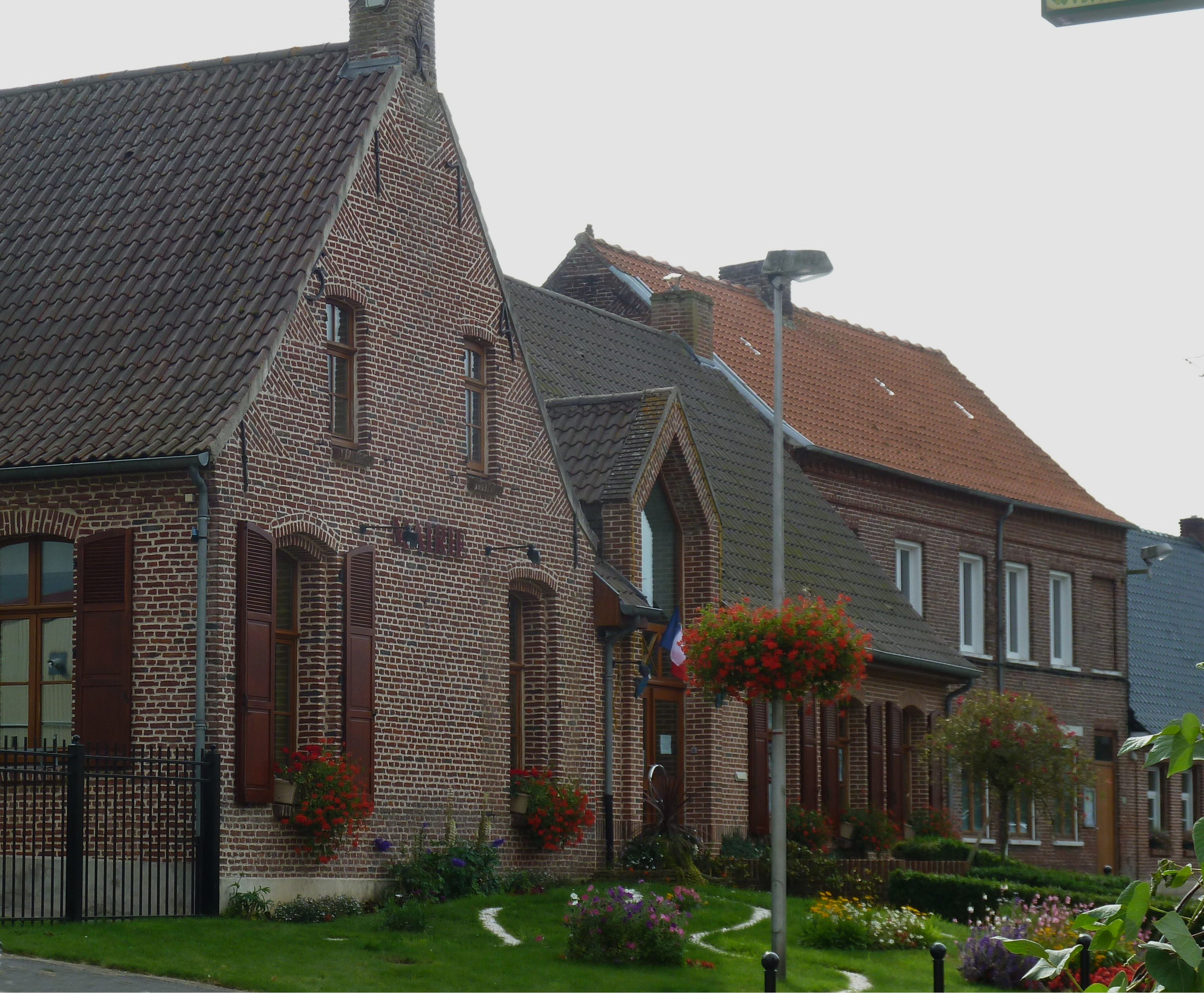
Het gemeentehuis van Terdegem
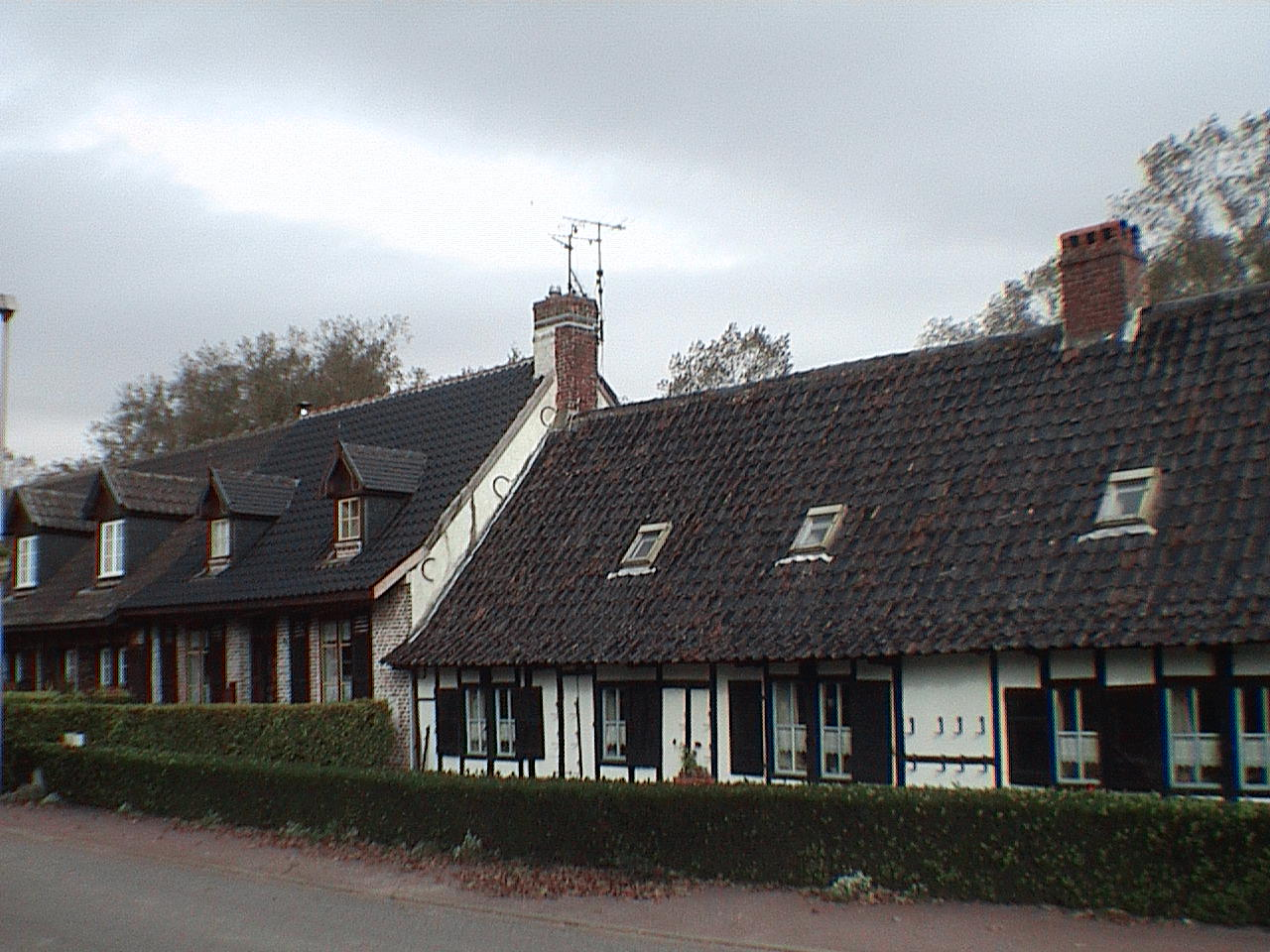
Huizen in Terdegem
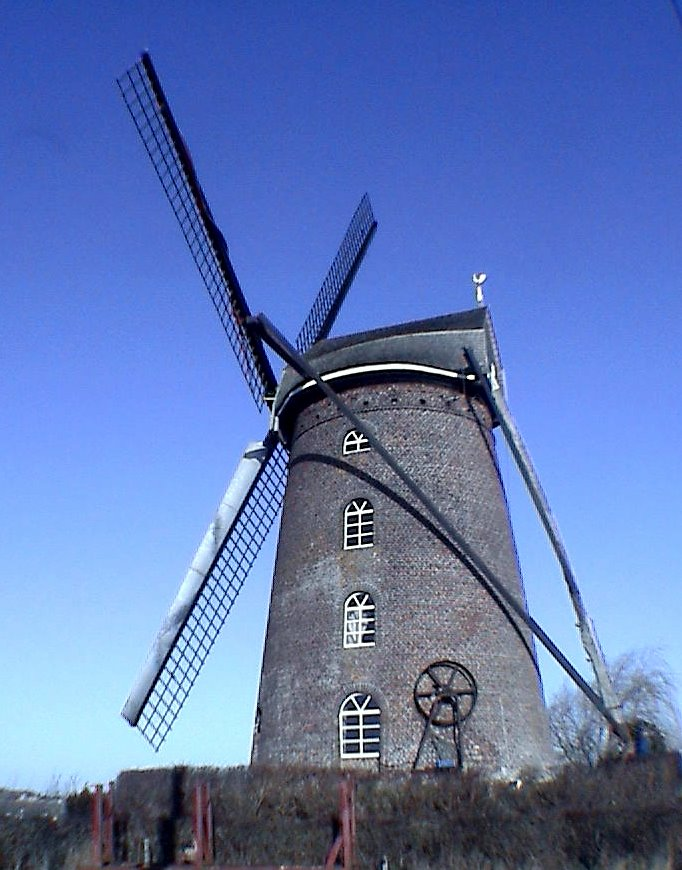
De Steenmeulen
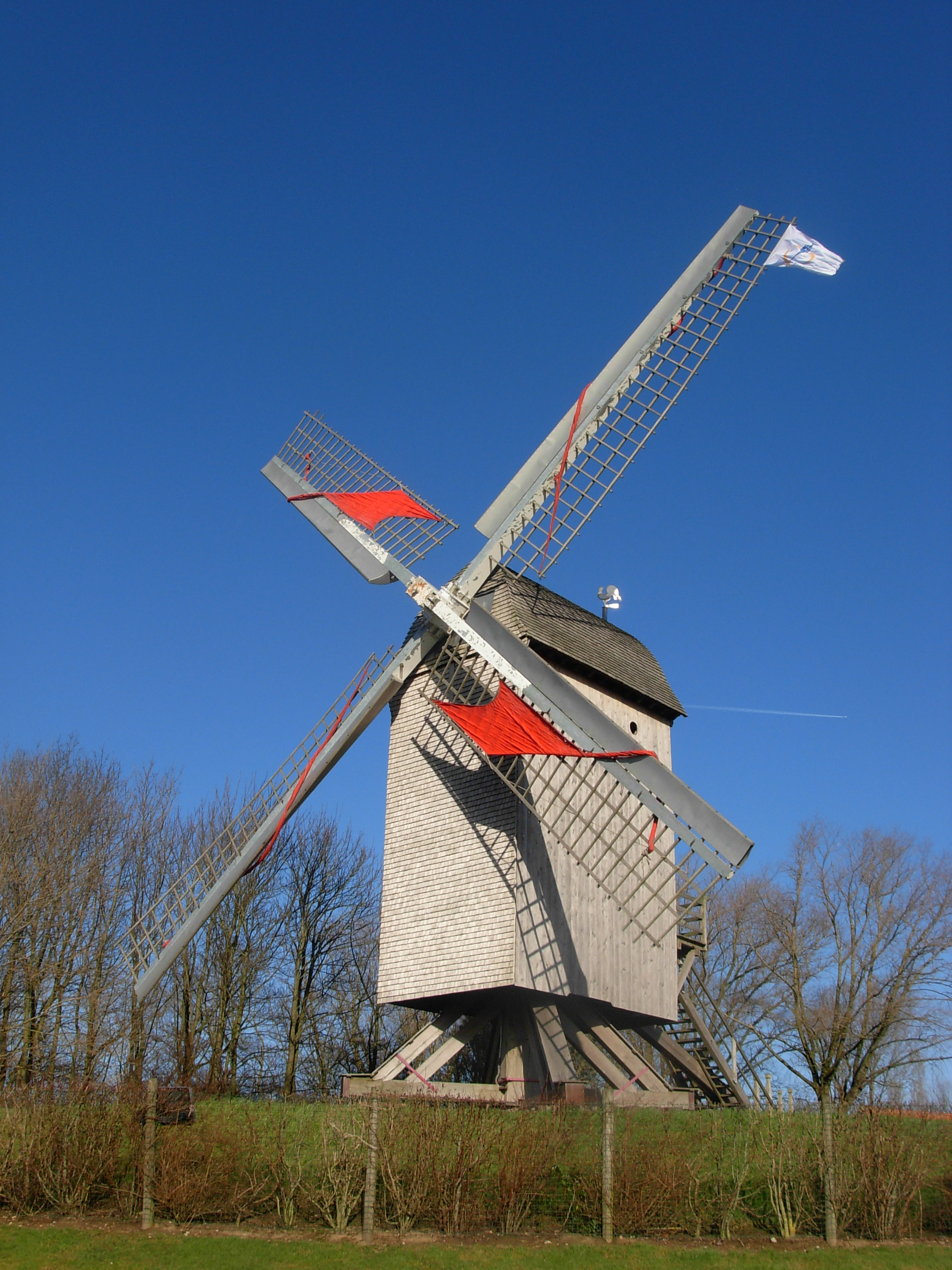
De Moulin de la Roome

## Natuur en landschap
Terdegem ligt in het Houtland op een hoogte van 19-80 meter. Het eigenlijke dorp ligt op 28 meter hoogte. In het westen vindt men de Wouwenberg en de Kasselberg, als uitlopers van de West-Vlaamse Heuvels. Ook stroomt hier de op de Wouwenberg ontspringende  Heidebeek in oostelijke richting.

## Demografie
Onderstaande figuur toont het verloop van het inwonertal (bron: INSEE-tellingen).

## Nabijgelegen kernen
Kassel, Sint-Silvesterkappel, Steenvoorde, Winnezele
Arneke · Bambeke · Bavinkhove · Bissezele · Bollezele · Broksele · Buisscheure · Ekelsbeke · Eringem · Hardefoort · Herzele · Holke · Hondschote · Hooimille · Houtkerke · Killem · Krochte · Kwaadieper · Lederzele · Ledringem · Merkegem · Millam · Nieuwerleet · Noordpene · Ochtezele · Oostkappel · Oudezele · Rekspoede · Rubroek · Sint-Momelijn · Soks · Steenvoorde · Terdegem · Volkerinkhove · Warrem · Waten · Wemaarskappel · Westkappel · Wilder · Winnezele · Wormhout · Wulverdinge · Zegerskappel · Zermezele · Zuidpene
Armboutskappel · Arneke · Bambeke · Bavinkhove · Belle · Berten · Bieren · Bissezele · Blaringem · Boeschepe · Boezegem · Bollezele · Borre · Bray-Dunes · Broekburg · Broekkerke · Broksele · Buisscheure · Drinkam · Duinkerke · Ebblingem · Eke · Ekelsbeke · Eringem · Gijvelde · Godewaarsvelde · La Gorgue · Grand-Fort-Philippe · Grevelingen · Groot-Sinten · Hardefoort · Haverskerke · Hazebroek · Herzele · Holke · Hondegem · Hondschote · Hooimille · Houtkerke · Kaaster · Kapelle · Kapellebroek · Kassel · Killem · Kraaiwijk · Krochte · Kwaadieper · Lederzele · Ledringem · Leffrinkhoeke · Linde · Loberge · Loon · Meregem · Merkegem · Merris · Meteren · Millam · Moerbeke · Niepkerke · Nieuw-Berkijn · Nieuw-Koudekerke · Nieuwerleet · Noordpene · Ochtezele · Okselare · Oostkappel · Oud-Berkijn · Oudezele · Pitgam · Pradeels · Rekspoede · Rubroek · Ruisscheure · Sint-Janskappel · Sint-Joris · Sint-Mariakappel · Sint-Momelijn · Sint-Pietersbroek · Sint-Silvesterkappel · Sint-Winoksbergen · Soks · Spijker · Stapel · Steenbeke · Steenvoorde · Steenwerk · Stegers · Stene · Strazele · Terdegem · Téteghem-Coudekerque-Village · Tienen · Uksem · Vleteren · Volkerinkhove · Waalskappel · Warrem · Waten · Wemaarskappel · Westkappel · Wilder · Winnezele · Wormhout · Wulverdinge · Zegerskappel · Zerkel · Zermezele · Zoeterstee · Zuidkote · Zuidpene
1. ↑  Populations de référence 2022.